# Lestes viridulus
Lestes viridulus – gatunek ważki z rodziny pałątkowatych (Lestidae).